# Gaidaro
Gaidaro (in greco γάιδαρος?, gàidaros, ossia asino; in greco: Agathonisi - Αγαθονήσι) è l'isola più settentrionale del Dodecaneso. Per quanto di piccola estensione ha coste molto frastagliate così da annoverare numerosi golfi: Chochlià, San Giorgio (Agios Georgios), Poro e Maistro. Il suolo collinoso è roccioso e sterile. La vegetazione è povera e vi abbondano i cespugli. Fra i pochi alberi predomina l'olivo e il fico. Non esistono sorgenti d'acqua dolce e le necessità idriche della popolazione sono soddisfatte da pozzi che in periodi di siccità sono riempiti da speciali navi cisterna. Il suo nome significherebbe isola delle spine (dal greco αγκάθι pronunciato anghàthi = spina). Il suo nome antico era Yetousa (Υεθούσα).

## Amministrazione
A seguito della riforma detta programma Callicrate in vigore a partire dal 2011, l'isola è amministrata dal comune omonimo, situato nella periferia dell'Egeo Meridionale (unità periferica di Calimno), che comprende anche le isole di Gláros, Kounéli, Nerà e Psathonísio, tutte disabitate per una superficie complessiva di 14,5 km² e una popolazione di 158 abitanti al censimento 2001

### Località
I centri abitati dell'isola sono i seguenti:
- Grande (Megálo Chorió) (144 abitanti)
- Piccolo (Mikró Chorió) (14 abitanti)